# حي الفلاح
حي الفلاح حي شعبي من أحياء الزرقاء الأردنية، يقع في منطقة عوجان بجانب جبل الأمير حسن، وجبل الأميرة رحمة، ومن الجنوب إسكان الأمير طلال، ومن الشرق حي الملك طلال.
يحتوي الحي على عدة مدارس منها: مدرسة المدينة المنورة المختلطة (حكومية)، ومدرسة وروضة الفلاح الإسلامية (خاصة). يحتوي الحي أيضًا على مسجدين: مسجد صلاح الدين الأيوبي، ومسجد المهاجرين. وهناك خزان ماء مركزي يغذي جبل الأمير حسن وجبل الأميرة رحمة وجبل الأمير حمزة وبشكل رئيسي حي الفلاح.
عانى الحي من نقص في الخدمات، خصوصًا في إمدادات المياه للحي.